# 南湖耳蕨
南湖耳蕨（学名：Polystichum prescottianum）为鱗毛蕨科耳蕨屬下的一个种。

## 扩展阅读
- 維基物種上的相關：南湖耳蕨